# (5552) Studnička
(5552) Studnička ist ein Asteroid des Hauptgürtels, der am 16. September 1982 vom tschechischen Astronomen Antonín Mrkos an der Sternwarte auf dem Kleť entdeckt wurde.
Benannt wurde er auf Vorschlag von Jana Tichá und Martin Šolc am 11. Februar 1998 nach František Josef Studnička, einem Mathematikprofessor und Astronomen an der Karls-Universität in Prag.